# Geografia ekonomiczna
Geografia ekonomiczna – dział geografii społeczno-ekonomicznej badający działalność gospodarczą człowieka. Jest nauką na pograniczu ekonomii (czyli nauki o gospodarce, wytwarzaniu, podziale itd.) i geografii (czyli nauce o Ziemi, zasobach, przyrodzie itd.).

## Kierunki geografii ekonomicznej
- kierunek regionalny – teren dla badań statystycznych, np. liczba ludności, zasoby naturalne itp. na wybranym terenie, np. miasto, wieś, województwo;
- kierunek ekologiczny, pod tym względem bada się związki: człowiek ↔ gospodarka ↔ środowisko;
- kierunek przestrzenny – bada zjawiska i procesy zachodzące przestrzennie.

## Metody
Najczęściej stosowane metody w geografii ekonomicznej to metoda statystyczna, czyli głównie dane liczbowe, statystyki, wykresy, tabele, oraz metoda kartograficzna ukazująca zjawiska graficznie na mapach.
Istnieje także tzw. metoda metakartograficzna, czyli pozakartograficzna forma prezentacji zjawisk, np. zdjęcia lotnicze, przestrzenne obiekty itp.
Do prezentacji danych mogą służyć również tzw. wskaźniki (mierniki), czyli liczby określające dane zjawisko w procentach lub punktach, np. wskaźnik bezrobocia na Śląsku. Istnieją wskaźniki bezwzględne, czyli mówiące wprost o danym zjawisku (np. zbiory pszenicy w roku 2006) lub relatywne, gdzie jeden czynnik jest sprzężony z innym (np. liczba ludności na jeden km²).